# Parafia Świętego Ducha w Tarłowie
Parafia Świętego Ducha w Tarłowie – parafia Kościoła Polskokatolickiego w RP, położona w dekanacie kieleckim diecezji krakowsko-częstochowskiej. 

## Historia
Parafia Świętego Ducha w Tarłowie została założona w 1929. W okresie międzywojennym (1930-1932) wierni wybudowali kamienny kościół. Placówka po wojnie była nie obsadzana, a ksiądz dojeżdżał z Ostrowca Świętokrzyskiego. W 1952 parafia liczyła 100 wiernych, przez następne dekady liczba wiernych nie ulegała zmianie. Od 1964 pracę duszpasterską prowadzi w parafii ks. inf. Aleksander Bielec, posługuje także w parafii w Osówce, oddalonej o 17 kilometrów od Tarłowa.  
Przy kościele znajduje się pomnik-mogiła, gdzie spoczywa 150 żołnierzy węgierskich którzy oddali swe życie jesienią 1944 w walkach nad Wisłą. Kościół mieści się przy ulicy Soleckiej.